# Aud die Tiefsinnige

Karte Islands von Abraham Ortelius aus dem Jahr 1585

Aud Ketilsdottir, genannt Aud die Tiefsinnige (altnordisch: Auðr djúpúðga Ketilsdóttir; isländisch: Auður djúpúðga Ketilsdóttir, norwegisch: Aud den djuptenkte), Aud Ketilsdatter, auch bezeichnet als Unn oder Unnur Ketilsdottir (* um 835), war Siedlerin bei der Landnahme Islands durch norwegische Einwanderer. Viele Isländer leiten ihre Herkunft auf Aud zurück.
Auds Vater Ketil Björnsson, genannt Ketil Flachnase, war König der Hebriden. Aud war seit etwa 850 mit dem Wikingerfürsten Olaf dem Weißen verheiratet, der nach Angriffen auf Britannien und Irland Dublin erobert und sich um 853 zum König von Dublin gemacht hatte. Differenzen führten später dazu, dass Olaf Aud und den gemeinsamen Sohn Thorstein Olafsson, genannt „der Rote“, nach Norwegen zurückschickte. Eine Wende im Leben Auds und ihrer Familie ergab sich aus den fortschreitenden Bemühungen von König Harald Schönhaar, ganz Norwegen seiner direkten Kontrolle zu unterwerfen. Um diesem Schicksal zu entgehen, entschloss sich ihre Familie um 885, Norwegen zu verlassen. Während Aud ihrem Vater und ihrem Sohn Thorstein dem Roten nach Schottland folgte, gingen ihre Brüder Björn und Helgi Ketilsson in das wenig besiedelte Island. Sie zählen zu den ältesten Siedlern Islands, da sich Ingolf Arnarson erst um 874 bei Reykjavik als erster Siedler dauerhaft in Island niedergelassen hatte.
Nach dem Tod ihres Sohnes Thorstein verließ Aud Schottland und reiste um 915 über die Hebriden und die Orkneys mit Enkeln und Gefolge nach Island, wo sie im Breidafjord ein Territorium in Besitz nahm. Ihre Enkel heirateten in die dortigen Häuptlingsfamilien ein.
Hinweise auf ihr Leben finden sich in verschiedenen Isländersagas, insbesondere in der Laxdæla Saga, aber auch in der Eyrbyggja saga, der Njals saga, der Eiríks saga rauða und der Grettis saga sowie im Landnámabók und im Islendingabok.
Diese mehrfach übereinstimmenden Darstellungen, die oft auch durch Chroniken in anderen Sprachen verifizierbar sind, zeigen die Tragfähigkeit der mündlichen Überlieferungen, die als Erzählung über die Herkunft der ersten Einwanderer für die lokalen Sippschaften wesentlich, da identitätsstiftend waren. Sie erlauben einen Einblick in das Selbstverständnis, die Lebensweise und in die Gedankenwelt von Menschen, die vor mehr als 1000 Jahren Island besiedelten.
Aud gilt durch ihre Nachkommen als Stammmutter nicht nur bedeutender isländischer Persönlichkeiten wie Skalden, Bischöfen und Kriegern, sondern auch eines Großteils der isländischen Bevölkerung, wobei sich ihre Nachkommenschaft – etwa über die Jarle von Orkney – über das englische Königshaus der Plantagenet auch auf andere Dynastien in Europa ausbreitete.

## Herkunft

Die Region Romsdal

Aud stammt aus einer norwegischen Häuptlingsfamilie aus Romsdal, ursprünglich ein Kleinkönigreich im Bezirk Møre og Romsdal zwischen Nordmøre im Norden und Sunnmøre im Süden. Die ältesten Vorfahren von Aud finden sich im Landnámabók:
- Eylaug, Häuptling in Sögne, westlich der Stadt Kristiansand an der Schärenküste Südnorwegens. Vater von Thorgerd
- Thorgerd Eylaugsdotter, (Hervor Helgasdatter); Mutter von Hervor
- Hervor, Mutter von Wether-Grim
- Wether-Grim, Häuptling von Sögne; (Grim Hjallsson), Vater von Björn Buna
- Björn Buna Grimsson, Auds Großvater, war ein Häuptling in Norwegen. Er war mit Velaug Vikingsdatter, einer Tochter von Viking Skaanoyskjelmer, verheiratet; von ihm stammen fast alle prominenten Isländer ab.[5] Björn Buna hatte drei Söhne:

1. Ketil Björnsson, genannt Ketil Flatnefr (Ketil Flachnase), der Vater von Aud der Tiefsinnigen
2. Hrapp Björnsson, der Vater von Orlyg Hrappson, genannt Orlyg der Alte, der von Bischof Patrick erzogen wurde. Orlyg ließ sich in Island nieder und erbaute dort eine der ersten christlichen Kirchen. Zu seinen Nachkommen zählen u. a. Bischof Eirik von Grönland[6] sowie Snorri Sturluson, einer der bedeutendsten isländischen Politiker, Dichter und Historiker, und der Dichter Gunnlaug Schlangenzunge Illugason.
3. Helgi Björnsson, über den nichts Näheres bekannt ist.

### Auds Eltern
Auds Vater, Ketil Björnsson, auch „Ketil Flachnase“ genannt, war ein norwegischer Häuptling. Nachdem König Harald Schönhaar die Hebriden erobert hatte und nach Norwegen heimgekehrt war, fielen dort Wikinger, Schotten und Iren ein. Daraufhin beauftragte König Harald Ketil Flachnase mit der Rückeroberung der Inseln. Ketil vertrieb die Plünderer, eroberte die Hebriden zurück und machte sich dort selbst zum König. Da er jedoch keinen der vereinbarten Tribute an Harald zahlte, wurden seine Besitzungen in Norwegen eingezogen und sein Sohn Björn Ketilsson verbannt.
Auds Mutter war Yngvid Ketilsdottir, eine Tochter des Häuptlings Ketil Wetter aus Ringerike.

### Auds Geschwister
Aud wuchs gemeinsam mit vier Geschwistern, zwei Brüdern und zwei Schwestern, auf, mit denen sie auch später noch eng verbunden blieb.

Die großen Buchten Islands, Eyafjord im Norden

- Björn Ketilsson, genannt Björn der Östler (der aus dem Osten) wurde der damaligen Praxis entsprechend von verwandten oder eng befreundeten Zieheltern in Schweden aufgezogen, machte daher die Übersiedlungen seiner Familie auf die Hebriden, d. h. nach Westen, nicht mit, sondern blieb in Schweden. Auch lehnte er das Christentum ab, was ihn als rückständig erscheinen ließ und ihm den Spitznamen „der aus dem Osten“ oder „der Östler“ eintrug. Er war von Erzählungen über das vor kurzem entdeckte Island beeindruckt, wo es keine Obrigkeit gab und jeder sich beliebig herrenloses Land aneignen konnte und es Fische im Überfluss gab. Er brach daher um das Jahr 884 von Norwegen nach Island auf, fuhr dabei in den Westen der Insel, wo er im Breidafjord herrenloses Land zwischen dem Fluss Staff und dem Hraunfjord in Besitz nahm und sich in dem nach ihm benannten Bjarnarhaven niederließ. Aus seiner Ehe mit Gjaflaug einer Schwester von Kjallak dem Alten[8], der ein Sohn von Björn dem Starken war.[9] hatte er zwei Söhne, Ottar Björnsson und Kjallak Björnsson. Ein Sohn des Ersteren, Helgi Ottarsson, ein isländischer Vikinger, entführte laut einer irischen Quelle „Banshenchas“ (die Frauenüberlieferung)[10] Nidbjorg, eine Tochter von Beollán mac Ciarmaic, später König von Süd-Brega (Lagore) und Cadlinar (Kaðlín; Kathleen), die eine Tochter von Ganger-Rolf, dem späteren Herzog Rollo von der Normandie war. Er machte sie zu seiner Frau und verband damit Island mit der Geschichte der Normandie. Er war der Vater des isländischen Skalden Einarr Helgasson, genannt Einarr skálaglamm, der Hofpoet des norwegischen Reichsverwesers, des Ladejarl Hakon Sigurdsson († 995) war, dem er sein Hauptwerk „Vellekla“ (Mangel an Gold) widmete. Seine Gedichte finden sich in der Prosa-Edda, der Egils saga etc. Helgi Ottarsson war auch der Vater von Ósvif Helgason und der Großvater von Gudrun Osvifsdottir (* 974; † im 11. Jahrhundert), der Protagonistin der Laxdæla saga; die als die schönste und intelligenteste Frau in Island ihrer Zeit und als eine „Femme fatale“ galt, da sie viermal – darunter zweimal mit Cousins und Nachkommen von Aud (mit Bolli Thorleiksson und Thorkel Eyolfsson) – verheiratet war, aber schließlich zu Islands erster Nonne wurde und eine Klosterkapelle bei ihrem Gutshof in Helgafell errichten ließ.[11] Bolli Bollasson (* 1007), einer von Gudruns Söhnen, besuchte Olaf II. den Heiligen König von Norwegen von 1015 bis 1028, fuhr nach Dänemark und von dort nach Konstantinopel und trat dort als einer der ersten Isländer in die Warägergarde ein. Er kehrte nach mehreren Jahren um 1030, reich beschenkt, nach Island zurück, wo er – da er stets in Purpurgewändern und mit vergoldeten Waffen auftrat – Bolli der Stolze genannt wurde.[12] Er war mit einer Cousine, Thordis Snorrasdottir, einer Tochter des Häuptlings Snorri Godi, verheiratet, der ihn 1031 zu seinem Erben machte. Einer von Gudruns Enkel war ThordThorgilsson, genannt Ari der Gelehrte (* 1067/1068; † 9. November 1148), der als Islands erster Historiker und als der erste gilt, der seine Texte nicht, wie im Mittelalter üblich, in Latein, sondern in der Landessprache verfasste. Ari ist Autor des Íslendingabók und war vermutlich auch an der Erstellung der Grundlagen des Landnamaboks beteiligt.

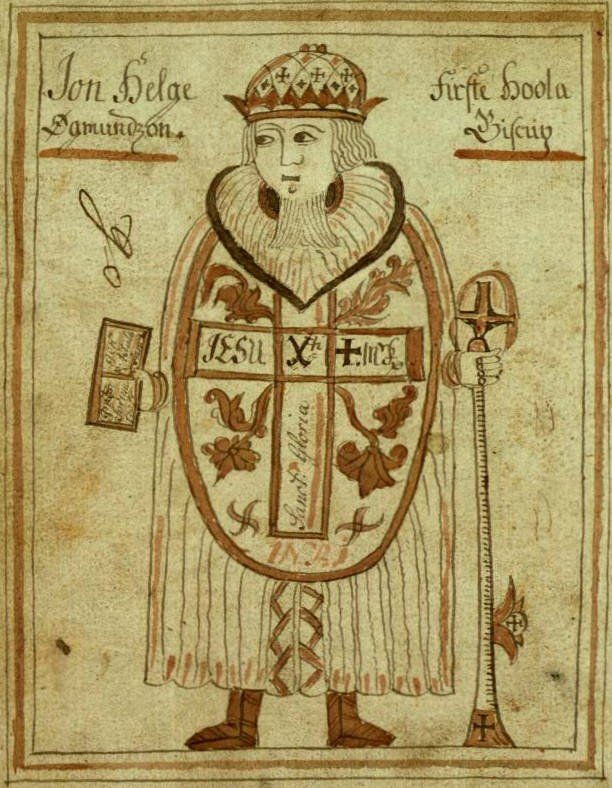
Jón Ögmundsson, Bischof von Hólar

- Helgi Ketilsson, genannt Helgi Bjolan, wandte sich von den Hebriden nach Island und verbrachte den ersten Winter bei Ingolf Arnarson, dem ersten dauerhaften Siedler in Island, der um 874 Reykjavik gegründet hatte, und nahm mit dessen Zustimmung die Halbinsel Kjalarnes (heute Teil der Stadt Reykjavik) zwischen den Flüssen Mogils und Myrdale in Besitz.[13]

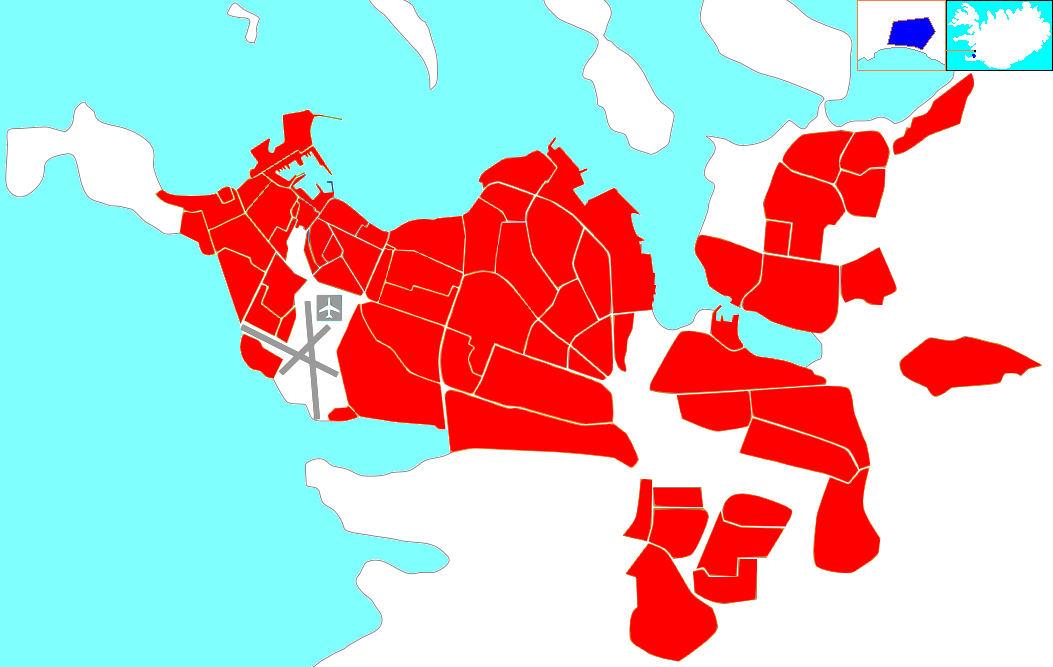
Kjalarnes bei Reykjavík

Er lebte bis ins hohe Alter in Esjuberg. Seiner Schwester Aud gegenüber, die mit ihrem Gefolge bei ihm den ersten Winter in Island verbringen wollte, erwies er sich als wenig gastfreundlich, sodass diese sich zu ihrem anderen Bruder Björn dem Östler in den Breidafjord begab. Durch seinen Sohn Eyvind Hjalti war er ein Vorfahre von Bischof Jón Ögmundsson (* 1052; † 23. April 1121), der 1106 das Bistum Hólar im Norden Islands gründete, die heidnischen Bezeichnungen der Wochentage nach Odin, Tyr und Thor abschaffte und als Heiliger der Katholischen Kirche verehrt wird.
- Thorunn Ketilsdottir, genannt Thorunn Hyrna, heiratete Helgi Eyvindarson, genannt Helgi der Magere: Dieser war ein Sohn von Eyvind Bjarnarson, genannt Eyvind „aus dem Osten“ und der Raferta, einer Tochter des Königs Kjarval von Irland. Dieser „Kjarval“ wurde anhand irischer Annalen mit König Cerball mac Dúnlainge von Ossory identifiziert, der um 888 starb.[15] Helgi begab sich wie die Brüder seiner Frau nach Island, segelte entlang der Nordküste und nahm den ganzen Eyafjord (ein etwa 60 Kilometer langer und bis zu 24 km breiter Fjord im Nordosten Islands) zwischen Sigulness und Reynisness in Besitz. Er nannte seinen Wohnsitz Kristnes, was einer der ältesten christlichen Ortsnamen in Island ist. Er war jedoch wohl nur ein halber Christ, denn er glaubte zwar an Christus, auf Seereisen und in Gefahr rief er jedoch sicherheitshalber lieber Thor um Hilfe an. Auf ihn geht in Island die Sippschaft der Eyrfirding kin zurück[16]

- Jorunn Ketilsdottir, genannt Jorunn „Wisdom-Slope“ (Weisheitshügel), war die Mutter von Ketil dem Fischer, der sich als erster Siedler in Kirkby niederließ. Zu dessen Nachkommen zählt Sighvat Surtsson, der von 1076 bis 1083 Rechtssprecher des Althing, des seit 930 bestehenden isländischen Parlaments, war.[17]

## Leben

### Königin von Dublin
Aud wuchs in Romsdale auf dem Gutsbesitz ihres Vaters Ketil Flachnase mit ihren vier Geschwistern auf, wurde jedoch frühzeitig mit Olaf dem Weißen (* um 820) verheiratet, der ein Vikinger und Kriegsherr war. Nach Kriegszügen in Britannien und in Irland gelang es ihm schließlich, Dublin zu erobern und sich dort zum König zu machen. Von vielen wird er mit Amlaib Conung (König Olaf) identifiziert, der von 853 bis 871 als „König der Ausländer“ in Dublin regierte. Dieser war ein Sohn von Gofraid König von Lochlann (von etwa 849 – 873) und ein Bruder von Imar (Ivarr), der auch mit Ivar Ragnarsson, genannt Ivar der Knochenlose (Altnordisch: Ívarr inn beinlausi) (+ 873) identifiziert wird, angeblich einem Sohn des legendären Wikingeranführers Ragnar Lodbrok, der mit dem „Großen heidnischen Heer“ Ostanglien überfiel. Ivar unterstützte Olaf den Weißen in seinen Kämpfen in England und Irland und wurde später zum Stammvater der Clans der Ui Ímar, der das Königreich Dublin etwa 100 Jahre lang dominierte.
Aud war dadurch vermutlich für einige Jahre Königin von Dublin. Später dürfte es zwischen den Eheleuten zu Differenzen gekommen sein, denn Olaf der Weiße sandte Aud und seinen Sohn Thorstein den Roten zurück zu ihrem Vater Ketil Flachnase, der damals noch über die Hebriden herrschte, jedoch später mit seiner Familie auf den angestammten Besitz in Norwegen zurückkehrte.

### Emigration aus Norwegen
Auds Vater, der ein angesehener und weitgehend unabhängiger Feudalherr und früher König der Hebriden war, beobachtete mit Argwohn die Bemühungen von König Harald Schönhaar (* um 852; † 933), immer größere Teile Norwegens seiner direkten Kontrolle zu unterstellen, indem er die traditionellen Kleinkönigreiche oder Teilherrschaften lokaler Häuptlingsdynastien beseitigte und diese zur Unterwerfung und zur Bezahlung von Abgaben zwang.
Da abzusehen war, dass auch Ketil eines Tages gezwungen sein würde, sich zu unterwerfen, entschloss sich dieser, Norwegen zu verlassen. Er lud daher seine Familie und Freunde zu einem großen Fest ein, auf dem er seine Tochter Thorunn Hyrna mit Helgi Eyvindarson, genannt Helgi der Magere, verheiratete und anschließend seine Absicht erklärte, zur Vermeidung einer Unterwerfung unter König Harald Schönhaar außer Landes zu gehen. Er bevorzugte Schottland, das er von früheren Wikingerfahrten und Plünderungen kannte.
Seine Söhne Björn Ketilsson (genannt Björn aus dem Osten) und Helgi Ketilsson (genannt Helgi Bjolan) sowie deren Schwager Helgi Eyvindarsson (genannt Helgi der Magere) wollten Berichten aus Island vertrauen, die hervorragendes Land zur freien Aneignung, zahlreiche gestrandete Wale und Lachs in Fülle in Aussicht stellten; sie brachen noch im selben Sommer auf.

### In Schottland
Ketil Flachnase fuhr mit seiner Tochter Aud und deren Sohn Thorstein dem Roten sowie mit seinen Enkeln nach Schottland, wo er Land in Besitz nahm und als berühmter und vornehmer Herr willkommen geheißen wurde. Thorstein der Rote verbündete sich dort mit Sigurd Eysteinsson, genannt Sigurd dem Mächtigen, der von 875 bis 892 als zweiter Jarl von Orkney regierte und eroberte mit ihm große Teile Schottlands, die er durch Vereinbarung als König regierte. Thorstein fiel jedoch schließlich einer Verschwörung der Schotten zum Opfer und wurde getötet.

### Auf den Orkneys
Nachdem ihr Sohn Thorstein der Rote gefallen war, wurde Aud bewusst, dass sie in Caithness keine Zukunft hatte, da inzwischen auch ihr Vater Ketil Flachnase gestorben war, weshalb sie von ihren Leuten insgeheim eine Knorr, ein großes seegängiges Wikingerschiff, erbauen ließ. Auf diesem brachte sie nicht nur ihre Familie und ihr bewegliches Vermögen, sondern auch ihre zahlreiche Gefolgschaft unter. Sie segelte daraufhin von Schottland nach Orkney, wo sie ihre Enkelin Groa Torsteinsdottir (* um 873) mit Donnchad Mormaer of Caithness (* um 871) verheiratete. Aud wurde durch ihre Enkelin Grelod/Gruaidh von Caithness, die Thorfinn Torf-Einarsson, (altnordisch: Þorfinnr hausakljúfr) d. h., Thorfinn Schädelspalter (+ um 963) Jarl von Orkney heiratete, zur Stammmutter der Jarle von Orkney.

### Auf den Färöern

Karte der Färöer-Inseln

Von den Orkney-Inseln reiste Aud mit ihrem Schiff zu den Färöer-Inseln wo sie einige Zeit verweilte, da ihr Vater ja vor Jahren hier als König regiert hatte und verheiratete dort ihre Enkelin Olof Thorsteinsdottir mit einem lokalen Häuptling, wodurch diese zur Stammmutter der Gotuskeggjar, der bedeutendsten Familie der Färöer-Inseln, wurde.

### Reise nach Island
Aud wanderte schließlich nach Island aus und begab sich zusammen mit ihrem Enkel Olaf Thorsteinson, ihren noch unverheirateten Enkelinnen und ihrem Gefolge Richtung Westen. Sie landeten im Süden von Island in Vikrarskeid. Sie fuhren weiter nach Westen, um Auds Bruder Helgi Bjolan zu besuchen, der die Gegend von Kjalarnes (heute von Reykjavik) zwischen Kollafjord und Hvalfjord in Besitz genommen und sich in Esjuberg niedergelassen hatte.
Ihr Bruder lud sie ein, nur mit der halben Begleitung allerdings, bei ihm zu bleiben. Daraufhin reiste sie ab, und besuchte ihren Bruder Björn Ketilsson genannt Björn der Östler, der im Breidafjord, der die Region Vestfirðir von der Halbinsel Snæfellsnes trennt, alles Land zwischen dem Fluss Staff und dem Hraumfjord in Besitz genommen und sich in dem nach ihm genannten Ort Bjarnarhaven niedergelassen hatte. Dort verblieben sie über den Winter.

### Niederlassung in Hvamm

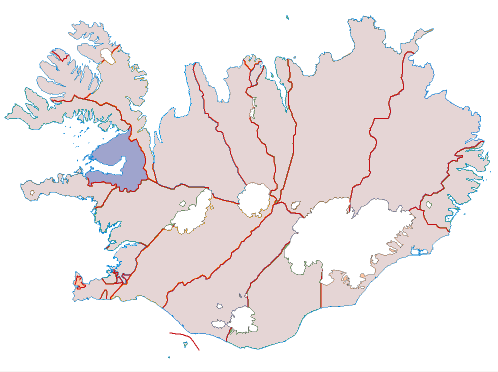
Die modern Grafschaft Dalasysla im Westen Islands, Heimat von Aud der Tiefsinnigen

Um Land für sich und ihr Gefolge zu suchen, segelte sie im nächsten Frühling in den Breidafjord und landete auf der Landzunge zwischen Breidafjord und Hvammsfjord. Nach Besichtigung der Täler am Ende des Hvammsfjord und nahm sie dort Land in Besitz. Nach Befolgung überlieferter Rituale ließ Aud am Ende des Fjords ihren Gutshof anlegen, den sie Hvamm nannte.
Der Besitz von Aud lag im heutigen Bezirk Dalasýsla, mit dem auch andere bedeutende Personen Islands verbunden sind.

### Landvergabe durch Aud
Aud wurde auf ihrer Reise von einem Gefolge von etwa 20 Personen begleitet, das ihr zu Diensten stand, wobei einzelne Sklaven waren, obwohl sie aus angesehenen Familien stammten, da sie durch verschiedene Umstände in Kriegsgefangenschaft oder Abhängigkeit geraten waren. Um diese in Island angemessen zu versorgen, entschloss sich Aud, sie in ihrer Nähe anzusiedeln und mit Landbesitz auszustatten.
Die erste Gelegenheit dazu ergab sich aus der Verehelichung ihrer Enkelin Thorgert Torsteinsdottir mit Koll, genannt Dala-Koll, einem norwegischen Häuptling, der Aud von Schottland nach Island begleitet hatte. Diesem übertrug sie als Mitgift ihrer Enkelin das ganze Laxriverdale. Dessen Sohn Hoskuld Dala-Kollsson war der Vater von Olaf Hoskuldsson, genannt Olaf der Pfau und von Thorleik Hoskuldsson, wobei dessen Sohn Bolli Thorleiksson, der dritte Ehemann von Gudrun Oswifsdottir – einer Hauptfigur der Laxdaels saga – war.
Einem anderen Gefolgsmann namens Hord übertrug Aud das ganze Hordadale bis zum Skraumuhlaups Fluss, worauf er sich in Hordabolstead niederließ. Hords Sohn Asbjörn der Reiche, der in Asbjarnarstead in Ornolfsdale lebte, war mit Thorbjorg einer Tochter von Midfjord-Skeggi verheiratet. Durch seine Enkelin Ingibjorg, die mit Illugi svarti Hallkelsson (Illugi dem Schwarzen) verheiratet. war, wurde Hord zum Großvater des isländischen Skalden Gunnlaug Illugason genannt Gunnlaug Schlangenzunge (* um 983; † um 1008) dessen tragisches Leben in der Saga von Gunnlaug Schlangenzunge beschrieben wird, und zum Stammvater der isländischen Sippschaft, die als Gilsbekking kin bekannt ist.
Auds Sklave Erp war von vornehmer Herkunft, denn sein Vater war der Jarl Meldun von Argyll, der von Jarl Sigurd getötet worden war. Erps Mutter war Muirgeal, eine Tochter von König Gljomal von Irland. Jarl Sigmund hatte sie gefangen und versklavt. Aud kaufte Muirgeal und versprach ihr die Freiheit, wenn sie Thurid, der Frau ihres Sohnes Thorstein dem Roten, treu dienen würde. Muirgeal und Erp waren Aud nach Island gefolgt. Dort gab Aud Erp die Freiheit und schenkte ihm Saudafellslands zwischen den Flüssen Tungu und Mid. Erps Tochter Halldis heiratete Dala-Alf, einen Enkel von Auds Sohn Thorstein dem Roten.
An Sokkolf gab sie Sokkolfsdale, einem anderen freigelassenen Sklaven schottischer Herkunft namens Hundi gab sie Hundadale.
Ihrem Sklaven Vifil, der ursprünglich ein vornehmer Engländer gewesen war, gab sie gleichfalls die Freiheit und schenkte diesem das nach ihm genannte Vifilsdale. Durch seinen Sohn Thorbjorn Vifilsson wurde Vifil zum Großvater von Guðríður Þorbjarnardóttir. Diese heiratete in zweiter Ehe Þórsteinn Eiríksson. Dieser war ein Sohn von Erik dem Roten, der sich als erster Siedler in Grönland niedergelassen hatte und ein Bruder von Leif Eriksson war, dem Entdecker von „Vinland“ in Nordamerika. In dritter Ehe heiratete sie in Brattahlid einem Nachkommen von Aud, den isländischen Seefahrer und Entdecker Thorfinn Karlsefni (* um 980; † um 1035). Dieser brach, angeregt durch die Erzählungen seines Schwagers Leif Eriksson, um das Jahr 1010 mit drei Schiffen und 160 Siedlern nach Vinland (im heutigen Neufundland) in Nordamerika auf, um dort die erste dauerhafte Kolonie zu gründen. Der Versuch scheiterte jedoch am Widerstand der lokalen Bevölkerung, wurde daher später abgebrochen. Thorfinns Sohn Snorri Thorfinnsson wurde nach 1010 in Vinland geboren, war daher das erste Kind europäischer Abstammung, das in Amerika geboren wurde.

### Alter und Tod
Aud lebte jahrelang auf ihrem ausgedehnten Besitz und ihrem Gutshof in Hvamm. Kurz vor ihrem Tod veranstaltete sie ein Fest, um ihren Enkel Olaf Feilan zu verheiraten und ihm den Besitz in Hvamm zu vermachen.
Zum Fest kamen ihre Brüder Björn der Östler und Helgi Bjolan mit Gefolge, Dala-Koll, der Ehemann ihrer Enkelin Thorgerd Thorsteinsdottir, sowie viele andere Verwandte und Freunde. Ihr Enkel Olaf fand sie am Morgen nach dem Fest tot vor. Aud wurde zu dem Grabhügel gebracht, der für sie vorbereitet worden war, und dort in einem Schiff begraben, wobei ihr eine Menge wertvoller Dinge in das Grab mitgegeben wurden.

## Ehe und Nachkommen

### Ehe
Aud wurde von ihrem Vater Ketil, der damals König der Hebriden war, mit Olaf dem Weißen (Altnordisch: Óláfr hinn Hvíti) (* um 820 in Irland) verheiratet, der gleichfalls Wikinger und Seekönig war. Olaf der Weiße verband sich mit einem anderen Seekönig, seinem Verwandten Ivar Ragnarsson († 873 in Dublin), genannt Ivar der Knochenlose und auch Imar, unternahm Kriegszüge nach England und Irland, wobei es ihm gelang, um 853 Dublin und das umliegende Land zu erobern und sich so zum König von Dublin zu machen, wo er nach irischen Quellen zeitweise gemeinsam mit Ivar regierte, der seinerseits zum Stammvater der nach ihm benannten Dynastie der Uí Ímar wurde, die Dublin fast 100 Jahre beherrschte.
Über die Herkunft von Olaf dem Weißen bestehen verschiedene Überlieferungen und Ansichten. Er gilt als ein Sohn des irisch-norwegischen Kriegsherren Ingjald Helgasson, dessen väterliche Vorfahren im Landnamabok und dessen mütterliche in der Eyrbyggja saga angeführt werden. Dabei wird er als ein Nachkomme von Ragnar Lodbrok – und damit auch von Siegfried dem Drachentöter – beschrieben, da seine väterliche Großmutter Thora eine Tochter von Ragnar’s Sohn Sigurd Schlangenauge gewesen sein soll. Aus chronologischen Gründen ist jedoch die Abstammung von Ragnar Lodbrok fraglich. Nach der Saga von Eirik dem Roten war Olaf der Weiße ein Sohn von König Ingjald, ein Enkel von Helgi und Urenkel von Olaf, der ein Sohn von Gudröd und ein Enkel von Halfdan Hvitbein, König von Oppland, war. Nach irischen Quellen war er hingegen ein Sohn von Godfred, Sohn von Ragnall, Sohn von Godfred, Sohn von Godfred. Er wird daher von manchen auch mit Amlaíb Conung (König Olaf) († um 874) gleichgesetzt, der als „König der Fremden“ von 853 bis 871 in Dublin regierte und dann nach Norwegen zurückkehrte, um seinen Vater, König Guthfrith von Lochlann, im Kampf um dessen Herrschaft zu unterstützen.
Bemerkenswert ist im Zusammenhang die von Ari Thorgilsson dem Gelehrten (* 1067 oder 1068; † 9. November 1148), Islands erstem Historiker, Autor des Íslendingabók und der Urfassung des Ur-Landnámabók, erstellte Liste seiner väterlichen Vorfahren. Dies einerseits, da er ein Nachkomme von Olaf dem Weißen war und andererseits, da er seine Ahnenreihe über volle 38 Generationen – und damit fast 1000 Jahre – zurückführt. Das illustriert den ungewöhnlichen Stellenwert der Genealogie im Selbstverständnis aristokratischer Isländer zu seiner Zeit, die größten Wert darauf legten, nicht nur von den ersten namhaften Siedlern in Island, sondern auch von den legendären Königen Skandinaviens abzustammen, da sie dies mit den Wurzeln der regionalen „Weltgeschichte“ verband.
Ari Thorgilssons Ahnenreihe in absteigender Linie:
I. Yngvi König der Türken, II. Njörðr König der Schweden, III. Freyr, IV. Fjölnir, V. Svegðir, VI. Vanlandi, VII. Visburr, VIII. Dómaldr, IX. Dómarr, X. Dyggvi, XI. Dagr, XII. Alrekr, XIII. Agni, XIV. Yngvi, XV. Jörundr, XVI. Aun inn gamli (der Alte), XVII. Egill Vendilkráka (Krähe von Vendill), XVIII. Óttarr, XIX. Aðísl in Uppsala, XX. Eysteinn, XXI. Yngvarr, XXII. Braut-Önundr, XXIII. Ingjaldr inn illráði (der Böse), XXIV. Óláfr trételgja (der Baumfäller), XXV. Hálfdan hvítbeinn (Weißbein), König der Upplander, XXVI. Goðröðr, XXVII. Óláfr, XXVIII. Helgi, XXIX. Ingjaldr, Sohn von Ragnarr loðbrókar (Haarhose) und der Tochter von Sigurðr, Vater von XXX. Óleifr inn hvíti (Olaf der Weiße) (Auds Ehemann).
Die weiteren Generationen zu Ari:
XXXI. Þorsteinn inn rauði (Thorstein der Rote) (Auds Sohn), XXXII. Óleifr feilan, der erste, der sich in Island niederließ (Auds Enkel), XXXIII. Þórðr gellir, XXXIV. Eyjólfr, der im Alter getauft wurde, als um das Jahr 1000 das Christentum in Island eingeführt wurde, XXXV. Þorkell, XXXVI. Gellir, Vater von XXXVII. Þorkell, Vater von Brandr, XXXVIII. Þorgill, Vater von Ari.

### Nachkommen
Aud hatte aus ihrer Ehe mit Olav dem Weißen nur ein bekanntes Kind, einen Sohn:
1. Thorstein Olavsson genannt „inn raudi“ (der Rote) (* um 850). Er folgte der Tradition seines Vaters als Vikinger und Seekönig und schloss sich mit Jarl Sigurd Eysteinsson, genannt Sigurd der Mächtige (+ 892) zusammen. Dieser war ein Bruder von Ragnvald Eysteinsson dem Weisen, der sich Harald Schönhaar König von Norwegen angeschlossen hatte und von diesem zum Jarl von Nordmøre und Raumsdale und zum Herren der Shetlands und Orkneys gemacht worden war. Ragnvald übergab die Shetlands und Orkneys seinem Bruder Sigurd, der vom König zum Jarl erhoben wurde und von 875 bis 892 als zweiter Jarl von Orkney regierte.[36] Gemeinsam unternahmen Thorstein der Rote und Jarl Sigurd Kriegszüge in Schottland und eroberten dort die Provinzen Caithness, Sutherland, Ross und Moray sowie mehr als die Hälfte von Argyll. Sigurd besiegte und enthauptete Maelbrigte den Earl der Schotten. Er starb jedoch durch diesen, da er dessen Kopf am Sattel befestigt hatte und sich an einer Wunde infizierte, die ein Zahn von Maelbrigtes Kopf seinem Bein zugefügt hatte. Thorstein der Rote übernahm anschließend allein die Kontrolle der eroberten Gebiete und herrschte in einer Hälfte Schottlands als König. Er fiel einem Verrat zum Opfer und wurde um 880 oder 890 in einer Schlacht in Caithness getötet.[37] Thorstein der Rote war mit Thurid Eyvindardóttir verheiratet, die seine Nichte war, da sie eine Tochter von Eyvind dem Östler und dessen Ehefrau Thurid Helgisdottir war, deren Mutter Thorun Ketilsdatter eine Schwester seiner Mutter Aud der Tiefsinnigen war.
  1. Olaf Thorsteinsson genannt Olaf Feilan, begleitete seine Großmutter Aud die Tiefsinnige nach Island, heiratet auf Auds letztem Fest in Hvamm Alfdis von Barra, die eine Tochter von Konal, Enkelin von Steinmod und Urenkelin von Olvir dem Kinder-Retter war. Er wurde von Aud zum Erben ihres Gutsbesitzes in Hvamm eingesetzt, organisierte ihr Begräbnis und lebte als hochangesehener Häuptling in Hvamm.[38][39]

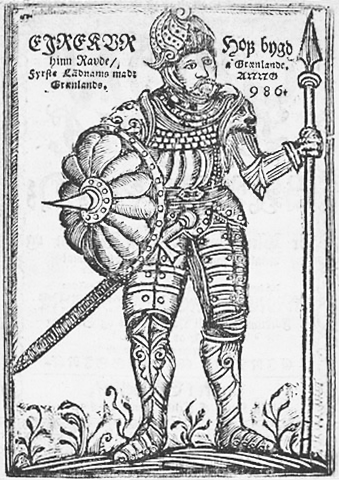
Erik der Rote

    1. Erik der RoteThord Olafsson, genannt Thord Gellir. Er spielte eine prominente Rolle in Islands früher politischer Geschichte und wird in vielen anderen Sagas erwähnt. Er war mit Hrodny, einer Tochter von Midfjord-Skeggi verheiratet. Dessen Söhne hatten Kontakt zu Erik Thorvaldsson „dem Roten“ – später der erste Siedler in Grönland, denn sie unterstützten dessen Gegner Thorgest im Streit um geliehene Bankbretter.[40][41]
      1. Eyolf Thordsson, genannt Eyolf der Graue, wurde in hohem Alter, zur Zeit der Christianisierung Islands (um 1000), getauft. Sein Sohn Thorkel Eyolfsson war der vierte Ehemann von Gudrun Osvifsdottir, der Hauptfigur der Laxdaela Saga und ein Vorfahre des isländischen Historikers Ari Thorgilsson des Gelehrten.
      2. Thorarin Thordsson, genannt Thorarin Fohlen-Braue
      3. Torkel Thordsson, genannt Torkel Kuggi,

Landkarte mit den Entdeckungsreisen von Erik dem Roten, Leif Eriksson und Thorfinn Karlsefni

      4. Landkarte mit den Entdeckungsreisen von Erik dem Roten, Leif Eriksson und Thorfinn KarlsefniThorhild Thordsdottir, genannt Thorhild Rjupa[42] war die Großmutter von Thorfinn Karlsefni (* um 980, † um 1035). Dieser war ein reicher isländischer Seefahrer und Kaufmann, der Erik den Roten in Grönland besuchte. Er heiratete dort in Brattahlíð Gudrid Thorbjarnardóttir. Sie war eine Enkelin von Vifil, dem bereits erwähnten Sklaven von Aud der Tiefsinnigen, die ihn mit Landbesitz in Vifilsdale ausgestattet hatte, und eine (verwitwete) Schwiegertochter von Erik dem Roten und Schwägerin von Leif Eriksson († um 1020), dem Entdecker von Vinland in Amerika. Thorfinn Karlsefni brach um 1010 mit drei Schiffen und 160 Siedlern nach Vinland auf, um dort (im heutigen Neufundland) die erste dauerhafte europäische Kolonie zu gründen. Der Versuch scheiterte jedoch am Widerstand der lokalen Bevölkerung, genannt die Skrælingar, wurde daher nach drei Jahren abgebrochen.
Thorfinns Sohn Snorri Thorfinnsson wurde nach 1010 in Vinland – als erstes Kind europäischer Herkunft in Amerika – geboren. Unter den Enkeln von Snorri Thorfinnson finden sich zwei Bischöfe: Þorlákur Runólfsson, 3. Bischof von Skálholt in Südisland (1118–1133) und Brandur Sæmundsson, 4. Bischof von Hólar (1163–1201)

    2. Thora Olafsdottir, verheiratet mit Thorstein dem Kabeljau-Beisser, (Sohn von Thorolf Moster-Bart)
      1. Thorgrim Thorsteinsson
        1. Snorri Thorgimsson, genannt Snorri Godi (Snorri der Priester – von Thor!) (* 963; † 1031), der in Helgafell als ein bedeutender Häuptling lebte und in verschiedenen Sagas, insbesondere in der Eyrbyggja saga, der Laxdaela Saga und in der Njals saga eine Rolle spielt. Er war ein Förderer von Gudrun Osvifsdottir, der Hauptperson der Laxdaela Saga, mit der er einen Gütertausch vornahm.[43] Snorris Tochter Thordis war mit Gudruns Sohn Bolli Bollason verheiratet. Snorris Sohn Halldor Snorrason, war ein Gefolgsmann von Harald Hardrade, der 1031 von Norwegen nach Russland floh, um 1035 nach Konstantinopel ging und später von 1047-1066 König von Norwegen war. Halldor soll an allen Einsätzen der Warägergarde unter Harald Hardrade für den Kaiser von Byzanz teilgenommen haben.[44] Über ihn gibt es eine eigene Saga, die „Erzählung von Halldor Snorrason“.[45] Er war später Gefolgsmann von König Harald Sigurdarson

      2. Bork der Dicke

    3. Helga Olafsdottir, ⚭ Gunnar Hlifarson
      1. Jofrid Gunnarsdottir, ⚭ I. Thorodd Tongue-Oddsson, ⚭ II. Thorstein Egilsson, einen Sohn von Egill Skallagrímsson (* 910 in Island; † um 990) dem Helden der Egils saga, ein berühmter Skalde, Häuptling und Wikinger.
      2. Thorunn Gunnarsdottir ⚭ Herstein Sohn von Thorkel Blund-Ketilsson[46]

    4. Thordis Olafsdottir, ⚭ Thorarin Ragi´s Bruder, der von 950 bis 969 Rechtssprecher des um 930 gegründeten Althing, d. h., des isländischen Parlaments war. Dessen Vater Oleif Hjalti, ein sehr angesehener Herr, war im Borgafjord gelandet und hatte dort von Skalla-Grim, dem Vater von Egil Skallagrinsson, Land erhalten[47]
      1. Vigdis Thorarinsdottir ⚭ Stein Thorfinnsson von Raudamel

  2. Groa Torsteinsdottir (* um 873) ⚭ Duncan Mormaer of Caithness (* 871)[48]
    1. Grelod Duncansdatter, ⚭ 941 Thorfinn „Hausakljufur“ (Schädelspalter) († nach 977) Jarl von Orkney, einen Sohn von Jarl Torf-Einar Rognvaldsson, Jarl von Orkney
      1. Hlodvir Thorfinnsson Jarl von Orkney, († um 988); ⚭ Audna Ne

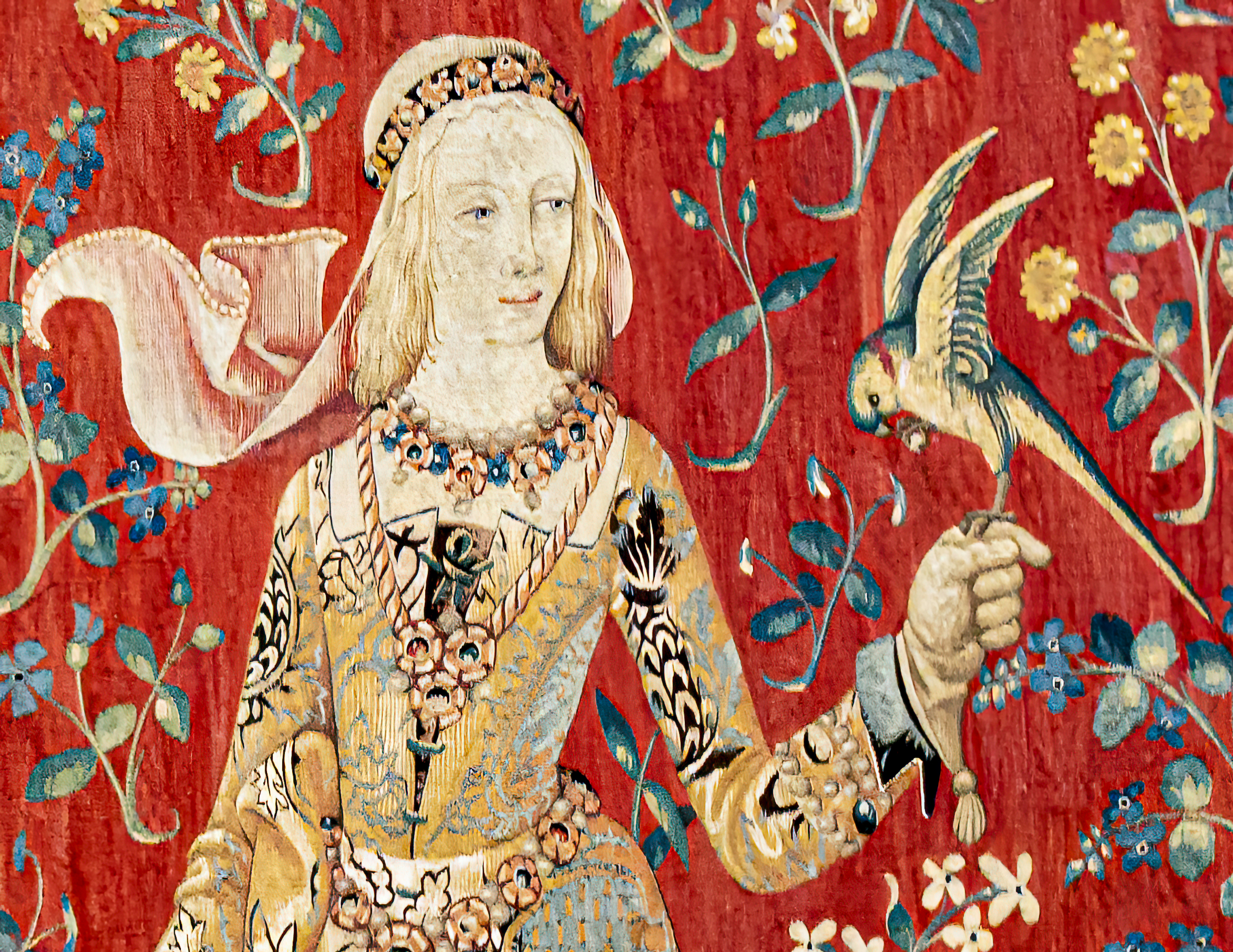
Blanche of Lancaster als Dame mit dem Einhorn

        1. Blanche of Lancaster als Dame mit dem EinhornSigurd Hlodvirsson (Sigurd der Dicke), Jarl von Orkney (* um 960; † 23. April 1014); ⚭ Olith Prinzessin von Schottland, Tochter von König Malcolm II. Die Linie der Nachkommen lässt sich über die Earls of Fife, die Earls of Buchan, Isabel de Beaumont († 1356) die 1334 Henry of Grosmont, 1. Duke of Lancaster ( Plantagenet) (* 1301/10, † 1361) heiratete und deren Tochter Blanche of Lancaster († 1368), Duchess of Lancaster verheiratet mit John of Gaunt, 1. Duke of Lancaster (* 1340, † 1399) über deren Nachkommen in zahlreiche europäische Dynastien, wie etwa die Könige von Portugal, Könige von Kastilien und das Haus Habsburg verfolgen; was Aud die Tiefsinnige zu einer europäischen Stammmutter macht.

  3. Alof Torsteinsdottir wurde von ihrer Großmutter Aud mit einem Häuptling auf der Färöer-Inseln verheiratet und wurde dadurch zur Stammmutter der Sippschaft der Gotuskeggjar, die bedeutendste Familie auf den Färöern[49]
  4. Thorgerd Thorsteinsdottir, erhielt von ihrer Großmutter Aud das ganze Laxriverdale als Aussteuer, ⚭ I. Koll genannt Dala-Koll, den am meisten respektierten Mann unter den Gefolgsleuten ihrer Großmutter Aud. Er war ein Sohn von Wether-Grim, der ein Sohn des Häuptlings Asi war.[50] Er errichtete seinen Gutshof südlich des Flusses Lax.[51] Sie ging als Witwe nach Norwegen, heiratet dort in 2. Ehe Herjolf einen angesehenen Gutsbesitzer in Norwegen.
    1. Hoskuld Dala-Kollson (aus 1. Ehe). Er erbte den Besitz seines Vaters, der nach ihm Hoskulstead genannt wurde, ging nach Norwegen, wurde ein Gefolgsmann von Hakon dem Guten König von Norwegen von 933 bis 961, (S. v. Harald Schönhaar) der ihm einen goldenen Armreifen und ein kostbares Schwert schenkte. Er wurde zu einem einflussreichen Häuptling in Island und ⚭ in Hoskulstead Jorunn Björnsdottir, „die beste Partie in den Westfjords“, eine Tochter von Björn, einem vermögenden Mann, der der erste Siedler in dem nach ihm genannten Bjarnarfjord war.[52] Aus seiner Ehe stammen zwei Söhne: Thorleik Hoskulsdsson und Bard Hoskuldsson, sowie zwei Töchter, Hallgerd, genannt „Langbein“ die eine der Zentralfiguren der Njals saga ist, dreimal heiratete und für den Tod jedes ihrer Ehemänner verantwortlich war, und Thurid. Er verband sich auch mit einer gekauften Sklavin: Melkorka, die jedoch eine Tochter von König Myrkartan (Muircheartach) in Irland war. Aus der Beziehung zu Melkorka stammt u. a.
      1. Olaf Hoskuldsson; genannt Olaf der Pfau (* um 938).[53] Er ging mit 18 Jahren nach Norwegen, trat in den Dienst von Harald II. Eriksson, genannt Harald „Graufell“, König von Norwegen von 960 bis 970 ein, wurde von dessen Mutter Königin Gunnhild – einer Tochter von Gorm dem Alten König von Dänemark – begünstigt, die ihm ein Schiff zum Besuch seines Großvaters, König Myrkartan in Irland zur Verfügung stellte, der ihn als Enkel anerkannte und ihm die Nachfolge in seinem Königreich anbot, was Olaf jedoch ablehnte. Zurück in Norwegen erhält er ein Schiff von König Harald II., kehrt nach Island zurück, heiratet, erbaut den Gutshof Hjardaholt, reist aber wieder nach Norwegen erhält vom Ladejarl Jarl Hakon Sigurdsson, Reichsverweser von Norwegen von 971 bis 995, eine Axt, die mit Gold eingelegt ist, geht dann nach Konstantinopel, wird Mitglied der Warägergarde, kehrt nach Jahren reich beschenkt nach Island zurück. Er war mit Thorgerd Egilsdottir verheiratet, einer Tochter von Egill Skallagrímsson von Borg, dem Helden der Egils saga, der als der größte Krieger und Dichter Islands gilt. Er hatte mehrere Söhne: Kjartan – den schönste je in Island geborene Mann – sowie Steinthor, Halldor, Helgi und Hoskuld, sowie die Töchter Bergthora, Thorgerd und Thorbjorg.[54] Zu Olafs Nachkommen zählt über seine Tochter Bergthora Olafsdottir auch der berühmte isländische Politiker, Historiker und Dichter Snorri Sturluson (* 1179 in Hvammur í Dölum; † 23. September 1241 in Reykholt), Autor u. a. der „Heimskringla“, einer umfassenden Geschichte der Könige von Norwegen, und der Snorra-Edda (Prosa-Edda).[55]

  5. Osk Thorsteinsdottir verheiratet mit Hallstein Thorolfs[56] son Godi (heidnischer Priester) von Mostarskeggi
    1. Thorstein Hallsteinson, genannt Thorstein surt (Thorstein der Schwarze) auch Thorstein der Weise von Thorsness genannt, der in Mostrarskeggi wohnte.[57] Auf ihn geht die Reform des isländischen Kalenders zurück. Da sich das traditionelle Jahr mit 364 Tagen als um eineinhalb Tage zu kurz erwies, veranlasste er in der Mitte des 10. Jahrhunderts, dass jedes siebente Jahr eine Woche eingefügt wurde.[58][59] Er ertrank mit seiner Familie im Sturm im Breidafjord.
    2. Vigdis Hallsteinsdottir war mit Hrapp Sumarlidason, genannt Töter-Hrapp, auf Hrappsteadim Laxriverdale verheiratet. Dieser terrorisiert seine Nachbarn, wurde nach seinem Tod zum Wiedergänger, kämpfte als solcher gegen Olaf dem Pfau, seine Leiche wurde daher exhumiert und verbrannt.

  6. Thorhild Thorsteinsdottir, verheiratet mit Eystein Furz, Sohn von Alf von Osta[60]
    1. Alf of the Dales (Dala-Alf) heiratet Halldis Erpsdottir, eine Tochter von Erp, dem früheren Sklaven von Aun, der ein Sohn von Jarl Meldun war, dem Aun die Saudafellslands schenkte. Er hinterließ in Island eine zahlreiche Nachkommenschaft.
      1. Thorgerd Alfsdottir war mit Ari von Reykjaness verheiratet und wurde zur Stammmutter der Sippschaft der Reyknessing kin.[61]

    2. Thord
      1. Kolbein Thordsson war der Vater von Thord Kolbeinsson dem Skalden, der einer der Hauptfiguren der Bjarnar saga Hítdœlakappa und Hofdichter des Ladejarl Erik Håkonsson (* um 964; † um 1024 in England) war. 17 Stanzas sind von ihm in den Königssagas erhalten. Dessen Sohn Arnórr jarlaskáld (Arnórr Skald der Jarle) (c. 1012 – 1070s), gilt als einer der bedeutendsten Skalden des 11. Jahrhunderts, dichtete für die Jarle von Orkney, für König Magnus I. den Guten (1035 König von Norwegen und ab 1042 König von Dänemark) „Hrynhenda“ sowie Erinnerungsgedichte für König Magnus I. und für König Harald III. Hardrade (fällt 1066 in der Schlacht von Stamford Bridge).

  7. Vigdis Thorsteinsdottir, verheiratet mit Kampa-Grim
    1. Arnbjorg verheiratet mit Asolf Flosi von Hofdi
      1. Odd Aolfsson
      2. Vigdis & Thorgeir Kadalsson[62] Zu ihren Nachkommen zählt die Sippschaft der Hofdi kin im Eyafjord.[63]

## Rezeption in Literatur und Film
- Leah McNamara verwendete Teile von Auds Biographie in der 5. Folge in der Fernsehserie Vikings.
- Philip José Farmer porträtierte sie im Jahre 1992 als „Vorfahrin der meisten Isländer“ in der Science-Fiction-Anthologie “Tales of Riverworld” in seiner Geschichte “Crossing the dark river”.